# Semtex

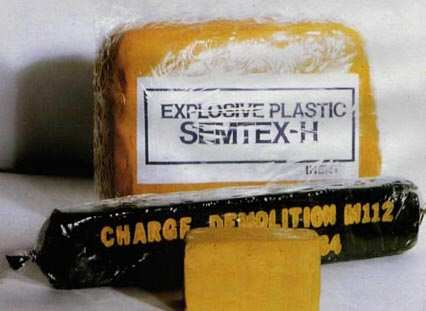
Semtex H (gelb)

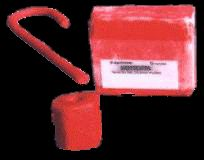
Semtex A (scharlachrot)

Semtex ist der Handelsname eines Plastiksprengstoffs, der außer bei kommerziellen Sprengungen auch zu militärischen Zwecken eingesetzt wird. Industriell hergestelltes Semtex muss in den meisten Staaten gemäß Montrealer Übereinkommen mit Markierungsstoffen versetzt werden, die das Auffinden des Sprengstoffes durch Hunde und Sprengstoffdetektoren ermöglichen.
Erfunden wurde Semtex 1966 von Stanislav Brebera, einem Chemiker der VCHZ Synthesia. Erstmals hergestellt wurde der Sprengstoff von der Firma Semtin Glassworks in der Tschechoslowakei (später VCHZ Synthesia, heute Explosia). Benannt ist Semtex nach Semtín, einer Vorstadt von Pardubice in Ostböhmen. Er besteht zu großen Teilen aus Nitropenta und Hexogen, der Rest ist mit Styrol-Butadien-Kautschuk eingedicktes Mineralöl. Die Anteile an Nitropenta und Hexogen variieren dabei. Der Sprengstoff wird heutzutage mit Markern versehen, um eine Rückverfolgbarkeit zu gewährleisten.
|                            | Semtex H                  | Semtex A                  |
| -------------------------- | ------------------------- | ------------------------- |
| Nitropenta                 | 50 %                      | 83 %                      |
| Hexogen                    | 35 %                      | 0 %                       |
| Detonationsgeschwindigkeit | 7400 m/s                  | 7200 m/s                  |
| Farbstoff                  | Sudan I (gelb/ocker)      | Sudan IV (scharlachrot)   |
| Weichmacher                | Mineralöl                 | Mineralöl                 |
| Binder                     | Styrol-Butadien-Kautschuk | Styrol-Butadien-Kautschuk |